# ComScore
Comscore (NASDAQ: SCOR) es una compañía de investigación de marketing en Internet que proporciona datos de marketing y servicios para muchas de las mayores empresas de Internet. Brinda además seguimiento de todos los datos de Internet en sus computadoras investigadas con el fin de estudiar el comportamiento en línea.

## Historia

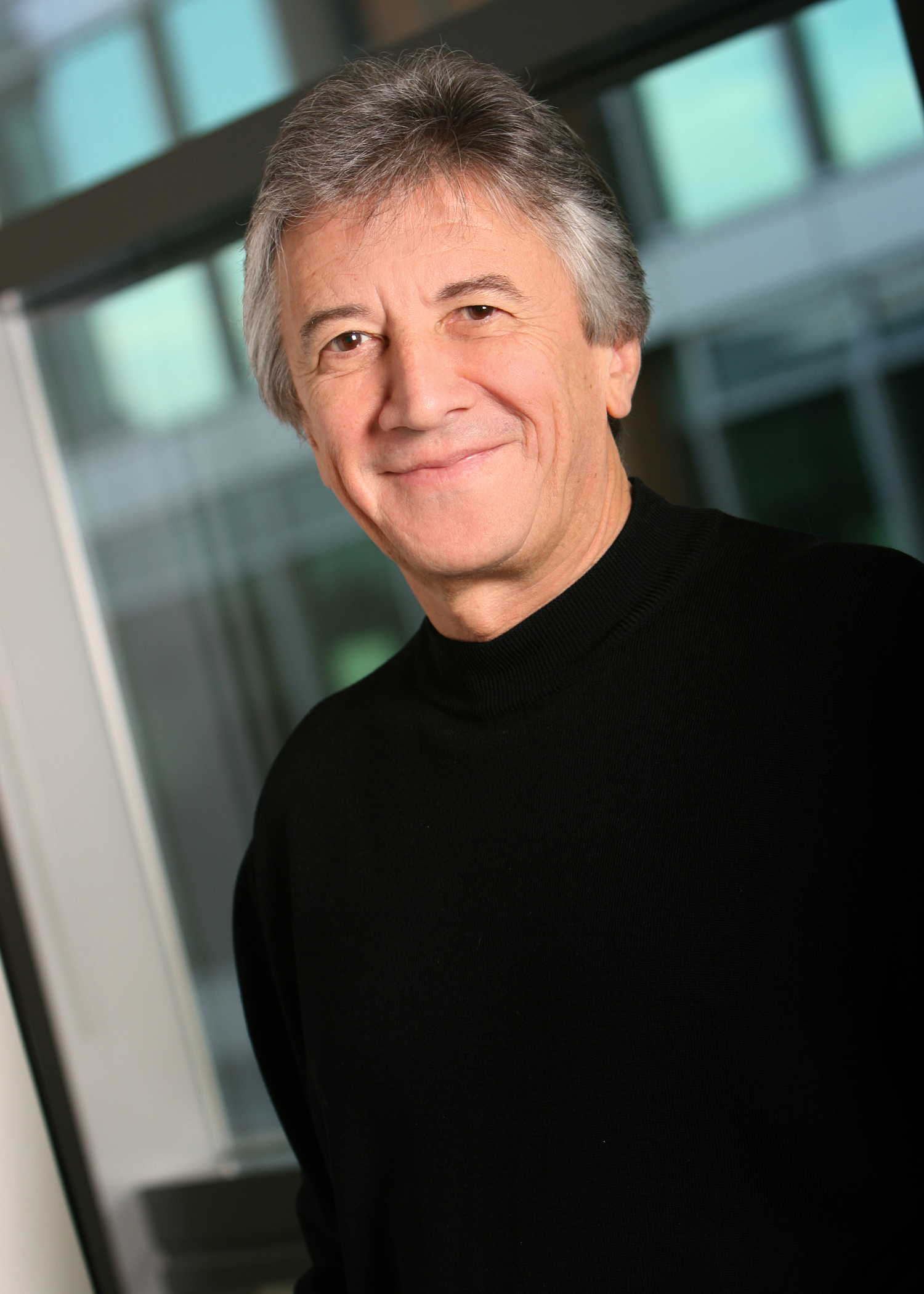
Gian Fulgoni, fundador y director general

ComScore Networks fue fundada en agosto de 1999 en Reston, Virginia. La compañía fue cofundada por Gian Fulgoni, quien fue durante muchos años el director general de Recursos de Información (una de las mayores compañías de investigación de mercados del mundo) y Magid Abraham, que También fue un antiguo empleado del IRI y había servido como presidente del IRI a mediados de la década de 1990. 
Magid y Gian se le ocurrió la idea mientras trabajaba con uno de los inversionistas originales en la empresa, Mike Santer, quien ideó el concepto de crear una línea del panel de consumidores muy grande para rastrear el comercio en línea. El problema era que los métodos tradicionales de las empresas fueron el seguimiento del comportamiento en línea no iba a funcionar en el seguimiento de comercio, debido a la menor incidencia de compras en línea. 
En el año 2000, comScore compró algunos activos y los acuerdos de los clientes de PCDATA de Reston, Virginia. PCDATA fue una de las primeras empresas de medición de Internet, pero los crecientes desafíos competitivos (que incluye una amenaza de una demanda por violación de patentes por ramas de actividad pionera Media Metrix) pusieron el futuro de PCDATA en duda. La adquisición de la amplia base de clientes PCDATA ayudó a acelerar el crecimiento del servicio de medición de comScore sindicado, que fue ampliamente considerado como más preciso que el servicio de la tecnología PCDATA impartida anteriormente. 
En 2001, Media Metrix había construido una ventaja en términos de mercado, pero había sido incapaz de crear una estructura financiera sostenible. NetRatings, su competidor más cercano, estaba armado con reservas de capital fuertes y anunció su intención de adquirir e integrar a Media Metrix. Sin embargo, después de varios meses, la FTC anunció su intención de bloquear la adquisición y, en consecuencia, canceló la transacción de NetRatings. comScore posteriormente fue capaz de adquirir Media Metrix en un acuerdo anunciado en junio de 2002. 
Media Metrix se originó como PC Meter, una unidad de negocio de la empresa de investigación de mercado Grupo NPD y comenzó a publicar las estadísticas en enero de 1996. En julio de 1997, cambió su nombre por el de Media Metrix, citando el deseo de realizar un seguimiento del mayor variedad de tráfico interactivo. En octubre de 1998, Media Metrix se fusionó con su rival más cercano, los conocimientos pertinentes. La compañía comenzó a cotizar en NASDAQ: MMXI mayo de 1999, alcanzando una capitalización de mercado de $ 135 millones en su primer día de negociación. En junio de 2000, la compañía adquirió Jupiter Communications por US $ 414 millones en acciones y cambió su nombre por el de Jupiter Media Metrix. 
A raíz del colapso de las compañías y las reducción en los gastos de marketing en Internet, Júpiter vendió el servicio de Media Metrix para competir con comScore por $ 1.5 millones en junio de 2002.
El 30 de marzo de 2007, comScore anunció su intención de vender acciones en una oferta pública inicial y se cotiza en el Nasdaq con el símbolo "SCOR".
En mayo de 2008, comScore anunció la adquisición de M: Metrics, una empresa de medición del consumo de contenido móvil. En la operación participaron un pago en efectivo de 44,3 millones dólares y la emisión de aproximadamente 50.000 opciones de compra de acciones ordinarias de comScore a determinados M: Metrics unvested tenedores de la opción.
comScore anunció en octubre de 2009 la adquisición de Certifica, un proveedor de medición web en tiempo real y las soluciones digitales de comercialización de tecnología en América Latina. Con sede en Santiago de Chile, tiene oficinas en toda América Latina, incluyendo México, Brasil, Argentina, Colombia y Perú. La adquisición de comScore de mayor presencia en el rápido desarrollo del mercado de América Latina.
En febrero de 2010, comScore anunció que había firmado un acuerdo definitivo para adquirir la ARSgroup en una adquisición en efectivo. Con sede en Evansville, Indiana, ARSgroup áreas de especialización incluyen: estrategia de marca, todas las etapas de desarrollo creativo, la evaluación de la campaña en todos los canales de comercialización y medios de comunicación, planificación de medios y la estrategia, el retorno de la inversión, y la previsión.